# Arno Arthur Wachmann
Arno Arthur Wachmann (Hamburgo; 8 de marzo de 1902 - Hamburgo; 24 de julio de 1990) fue un astrónomo alemán, descubridor de cometas y planetas menores, que trabajó durante muchos años en el Observatorio Bergedorf de Hamburgo.
Con Arnold Schwassmann codescubrió los cometas periódicos 29P/Schwassmann-Wachmann, 31P/Schwassmann-Wachmann y 73P/Schwassmann-Wachmann. El Minor Planet Center le atribuye el descubrimiento de 3 asteroides durante 1938-1939.
El asteroide del cinturón principal interno 1704 Wachmann fue bautizado en su honor (M.P.C. 3933).
| 1465 Autonoma | 20 de marzo de 1938   | MPC |
| 1501 Baade    | 20 de octubre de 1938 | MPC |
| 1586 Thiele   | 13 de febrero de 1939 | MPC |